# Kragen (Kleidung)

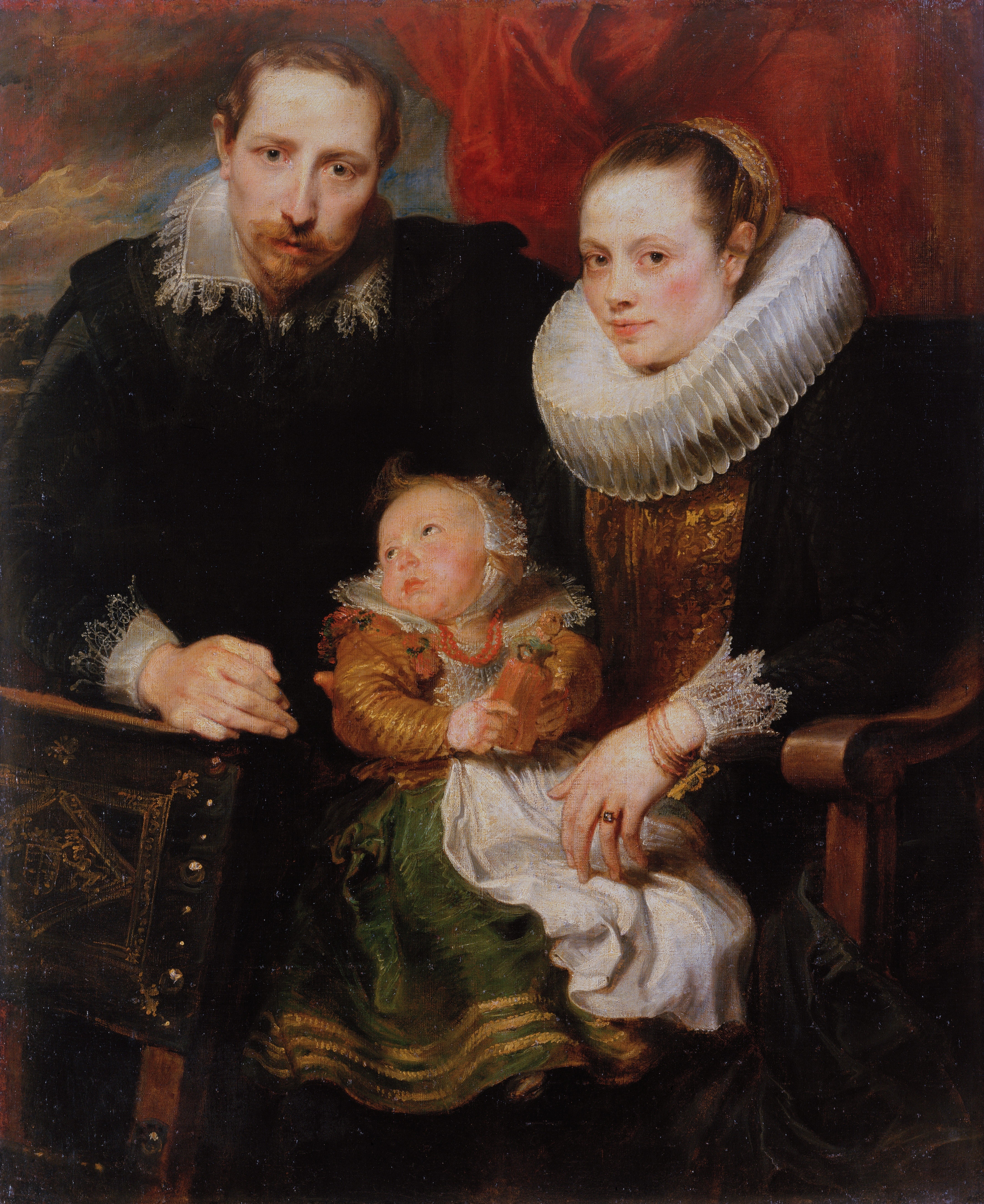
Verschiedene Kragenformen des Frühbarocks in Anthonis van Dycks Familien-Porträt, 1621. Die Dame trägt eine Mühlsteinkrause, der Herr einen Spitzenkragen, das Kleinkind einen halbkreisförmigen Tellerkragen.

Seit dem 13. Jahrhundert gibt es den Kragen (Mehrzahl: die Kragen, regional auch die Krägen) als schmückendes Element an der Kleidung. Einst nur an der Jacke befestigt, danach auch am Hemd, wurde die Form des Kragens von politischen und kirchlichen Autoritäten und Kleiderordnungen beeinflusst sowie später von der Industrialisierung, der Technisierung und nicht zuletzt von Mode und der jeweiligen Lebensart.
Der Kragen hat sein Gegenstück in der Manschette, beide hatten formal oft eine gewisse Ähnlichkeit, nahmen Bezug aufeinander und ergänzten sich.

## Entwicklung
Bis zum hohen Mittelalter hatten die Gewänder noch keinen Kragen. Erst ab dem späten Mittelalter findet sich gelegentlich „ein schmaler Streifen am Ausschnitt“, und in der burgundischen Hoftracht des 15. Jahrhunderts entwickelte sich am Wams der Herren und auch in der Damenmode ein schmaler Stehkragen, aus dem ein schmaler weißer Kragen oder die Spitzen eines weißen Kragens hinausschauen. Auch liebte man im 15. Jahrhundert die Mäntel mit Pelz zu verbrämen, woraus ein Pelzkragen entstand.

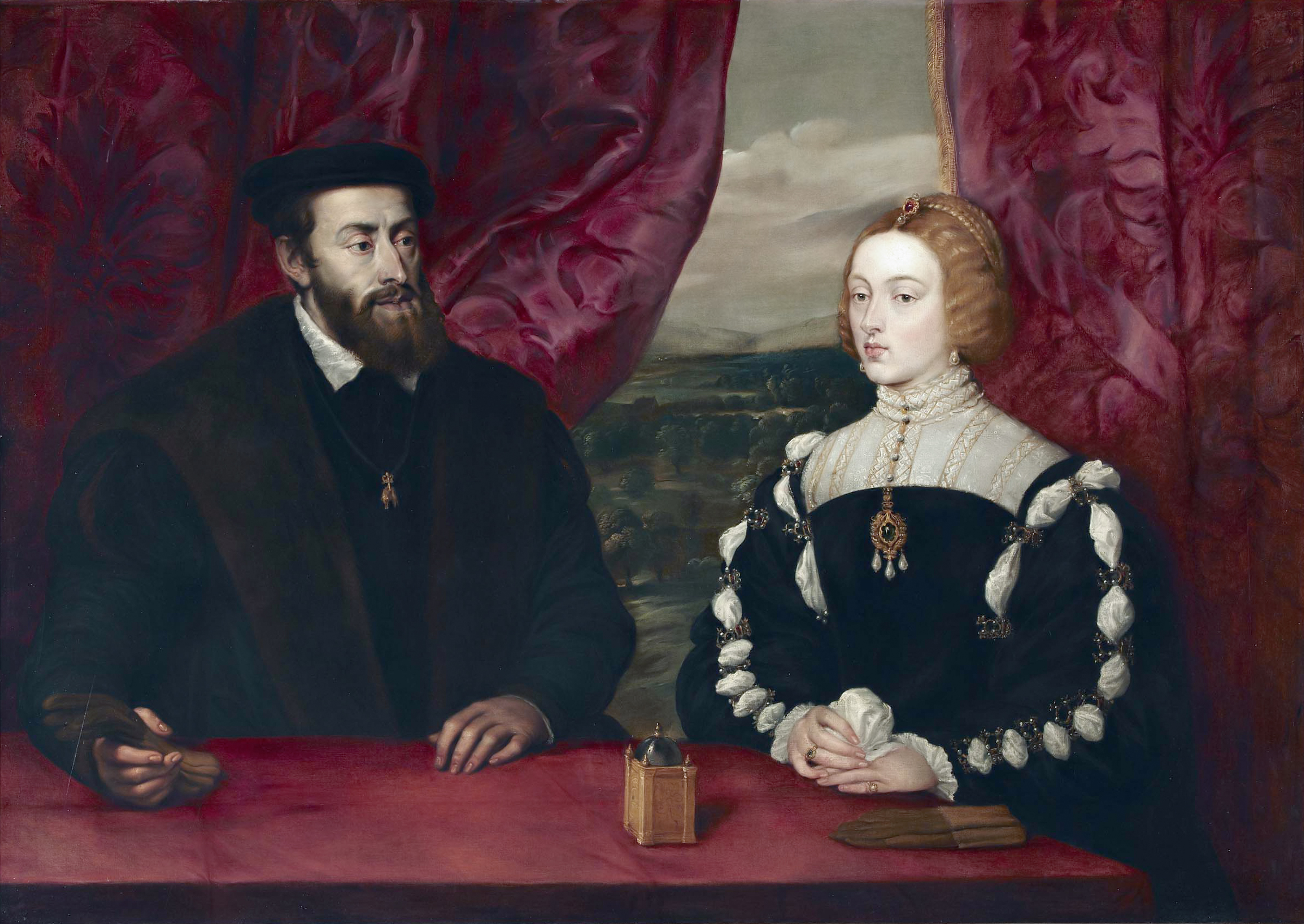
Karl V. und Isabella von Portugal (Peter Paul Rubens nach Tizian)

Doch hatten die Gewänder auch in der Renaissance oft noch keinen Kragen. Bei den Herren war jedoch ein Ausschnitt modern, aus dem ein plissiertes Unterhemd hervorsah. An diesem Hemd brachte man oft ein stehendes Bündchen an, das häufig bestickt war und nach oben hin eine winzige Krause sehen ließ. Ähnliches gilt für die Frauenkleidung. Daraus entstand nach 1550 die Halskrause. 

Zwischen ca. 1530 und 1550 tauchen vor allem in der Herrenkleidung immer öfter einfache weiße Kragen mit zwei Spitzen auf, die aus einem dunklen Obergewand hervorsehen und bereits große Ähnlichkeit mit dem modernen Hemdkragen haben; Kaiser Karl V. scheint im reifen Alter eine Vorliebe für diesen kleinen weißen Kragen gehabt zu haben und wurde öfters damit gemalt, besonders von seinem Hofmaler Tizian.

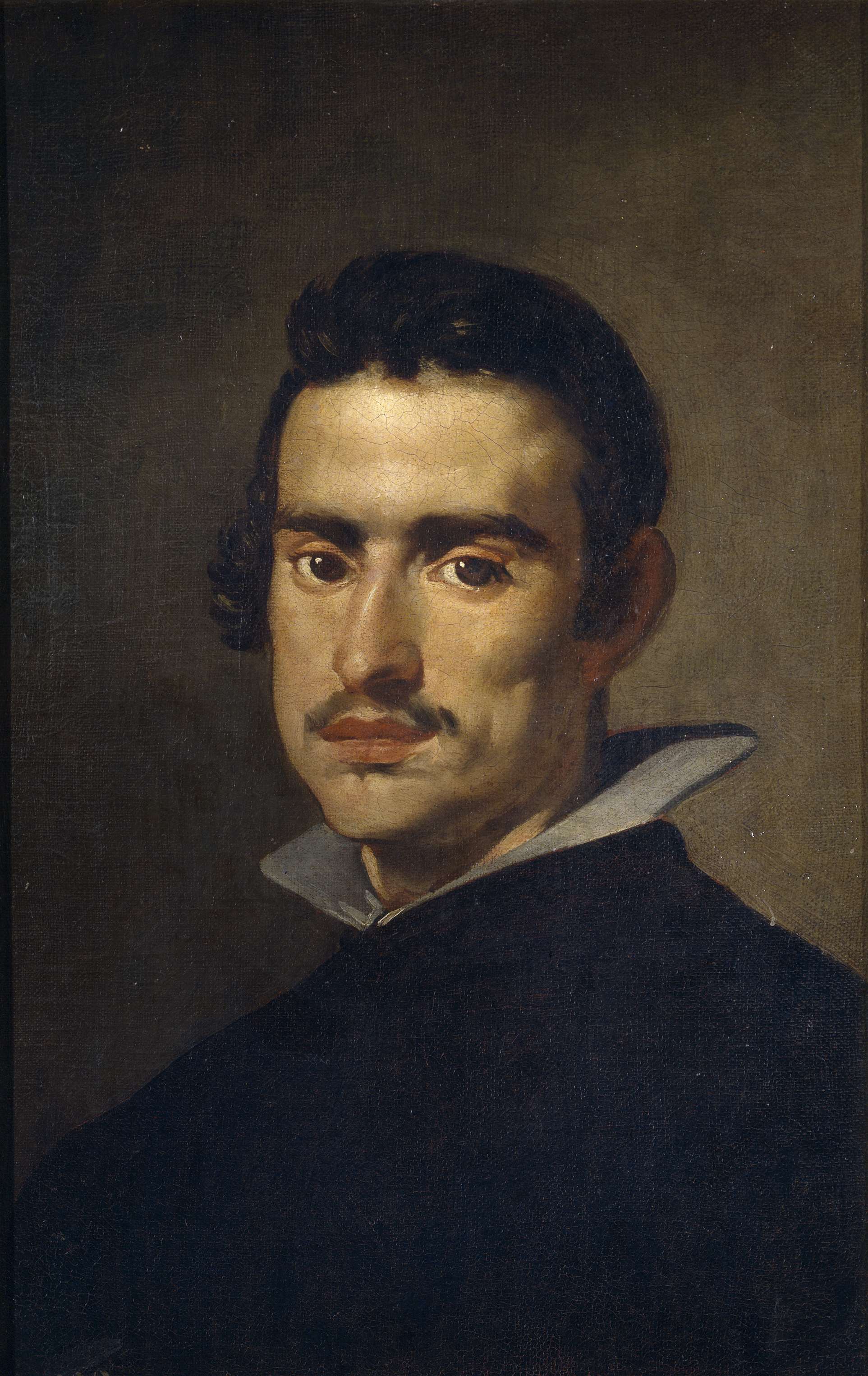
Diego Velázquez: Porträt eines jungen Mannes, ca. 1623. Der junge Spanier trägt einen kleinen tellerförmigen Kragen namens 'Golilla'

Eine Blütezeit unterschiedlichster und fantasievollster Kragenformen sowohl für Frauen als für Männer brach in der zweiten Hälfte des 16. bis etwa zur Mitte des 17. Jahrhunderts an – darunter verschiedene Arten der aus feinem Leinen bestehenden gestärkten und gefältelten Halskrause, die in ihrer größten Form als Mühlsteinkrause in die Geschichte eingegangen ist. Die Halskrause wurde auch mit Spitze besetzt und nahm zeitweise so große Formen an, dass Löffelstiele verlängert wurden, um das Essen zum Mund führen zu können. In Spanien verboten später Kleiderordnungen übergroßen Luxus und führten für Herren einen schlichten kleinen, tellerförmigen Kragen ein, den Golilla. Er wurde auch manchmal außerhalb Spaniens getragen.

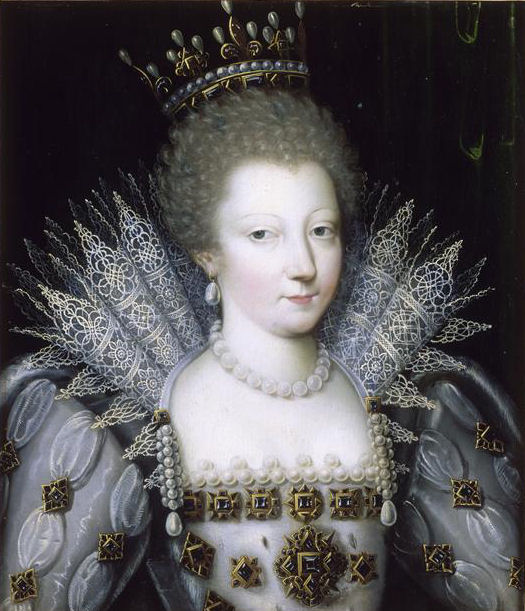
Louise Marguerite de Lorraine mit Medicikragen aus Spitze, ca. 1610

Neben der Halskrause gab es zur gleichen Zeit zwischen ca. 1580 und etwa 1630 auch verschiedene Arten von Stehkragen – mit und ohne Spitze, glatt oder gefältelt, darunter den Stuartkragen oder Medicikragen, der vor allem den Aristokratinnen ein königliches Aussehen verlieh. Große Tellerkragen in diversen Formen und Größen – rund, halbrund oder eckig – wurden sehr oft aus gestärkter Spitze gemacht, und besonders von Frauen getragen.

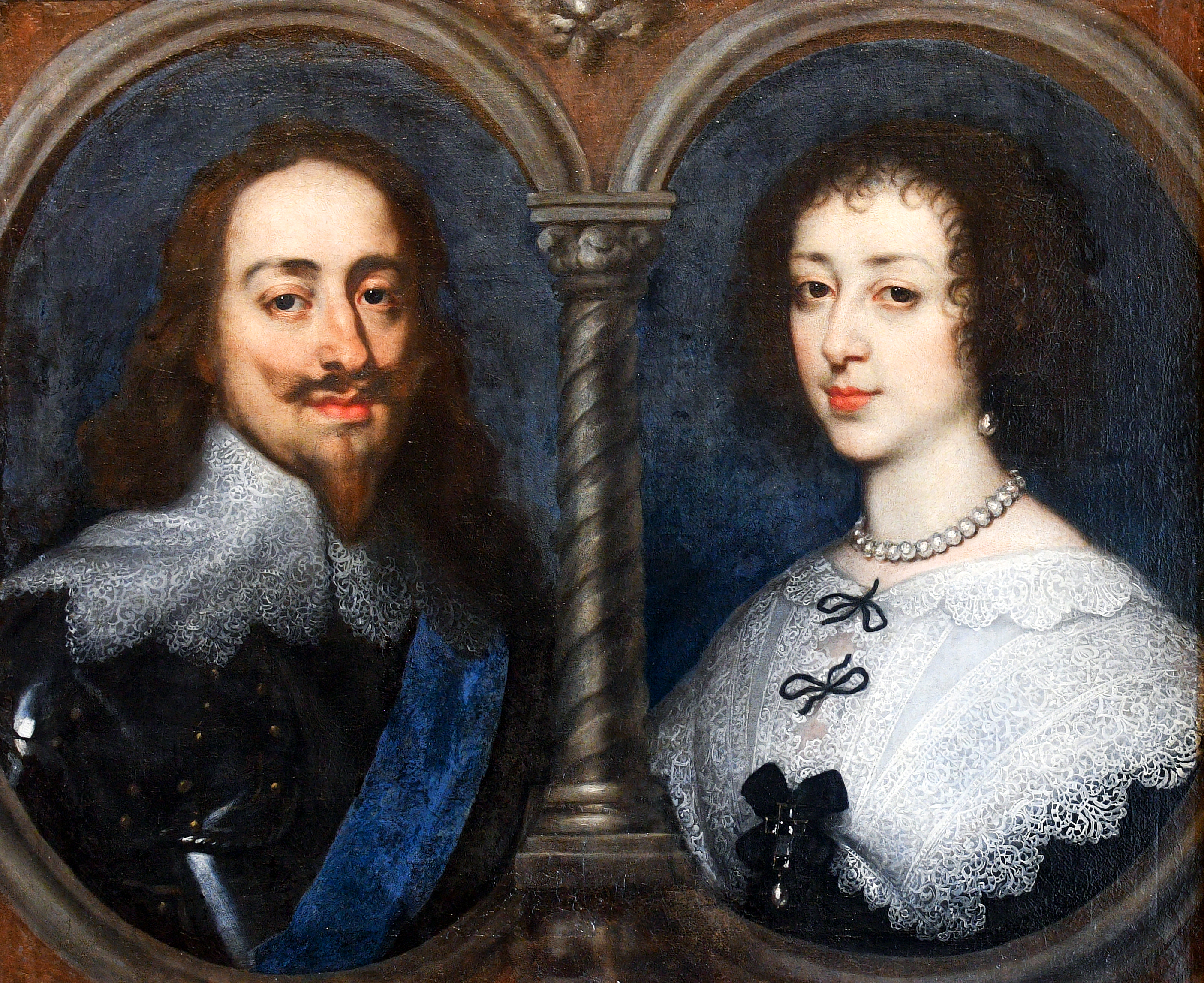
Anthonis van Dyck: Karl I. von England und seine Gemahlin Henriette von Frankreich, vor 1632.

 Nach 1600 kam zunächst in der Herrenmode auch ein formal einfacher liegender Kragen aus Leinen oder Batist auf, der jedoch auch größere Dimensionen annehmen konnte, und wenn man es sich leisten konnte, ebenfalls sehr häufig mit teuren Spitzen verziert oder ganz aus Spitze gemacht wurde. Mit ähnlichen Kragen, die jedoch noch ausladender und in den Formen fantasievoller waren, bedeckten die Damen des Frühbarocks ihre Ausschnitte.
Zur Zeit Ludwigs XIV., des Sonnenkönigs, verschwand der Kragen fast ganz unter der Allongeperücke, nur ein Jabot zierte den Brustschlitz eines Männerhemdes – dieses entstand jedoch ursprünglich aus einer Spitzenkrawatte und ist im engeren Sinne kein Kragen. In der Damenmode kamen seit spätestens 1650 große Dekolletés auf, die anfangs zum Teil noch mit einem Spitzenkragen besetzt wurden. Dieser verschwand jedoch bald und für etwa 150 Jahre aus der Damenmode, man ließ jedoch manchmal den spitzenverzierten Rand des Unterhemdes hervorschauen.
Zur Zeit der französischen Revolution nach 1790 verzichtete man auf einen auffälligen Kragenschmuck und hielt in der Herrenmode das Kragenende lediglich mit breiten Tüchern mit vielerlei Bindungsvarianten hoch.

In der Damenmode des 19. Jahrhunderts griff man bei hochgeschlossenen Kleidern zum Teil auf Kragenformen des Frühbarocks zurück, selbst auf die Halskrause, die aber nur in einer weichen, ungestärkten und romantischen Form zeitweise in Mode war. Im Biedermeier umgab man das riesige, häufig schulterfreie Dekolleté mit großen Kragen, die man im Fachjargon als Berthe bezeichnet. Insgesamt finden sich im 19. Jahrhundert in der Frauenmode wesentlich mehr und fantasievollere Kragenformen, als bei den Männern, die von nun an eher sachlich auftreten.

Der Vatermörder in der Herrenmode der Biedermeierzeit war ein Stehkragen mit einem gesteiften Halsteil und steifen sowie spitzen Kragenteilen, die bis an die Wangen reichten. Gegen Ende des 19. Jahrhunderts wurde der Kragen kleiner und nahm in Kombination mit Schleife, Fliege oder Krawatte ein Aussehen an, das bis heute (Stand 2020) aktuell ist. Der feste Kragen wurde abgelöst von abknöpfbaren Kragen aus Papier oder Gummi. Über dem (möglicherweise andersfarbenen) Hemd trug man eine Chemisette, ein Vorhemd.
Durch die Industrialisierung und somit die Konfektionierung der Kleidung wurden einzelne Kleidungsstücke wie Blusen oder Hemden im 20. Jahrhundert insgesamt einfacher aber auch selbständiger, so dass sie z. B. auch ohne Sakko repräsentativ wirken können. In der heutigen Mode sind Kragen bequem und sachlich geschnitten und zeigen unterschiedliche Formen – überbordende Fantasie und Luxus, die einst um den Kragen betrieben wurden, scheinen jedoch der Vergangenheit anzugehören. Einlegeverarbeitungen geben insbesondere dem Herren-Kragen Halt trotz weggefallener Kragenstäbchen.

## Verschiedene Kragenformen im Laufe der Jahrhunderte (Galerie)

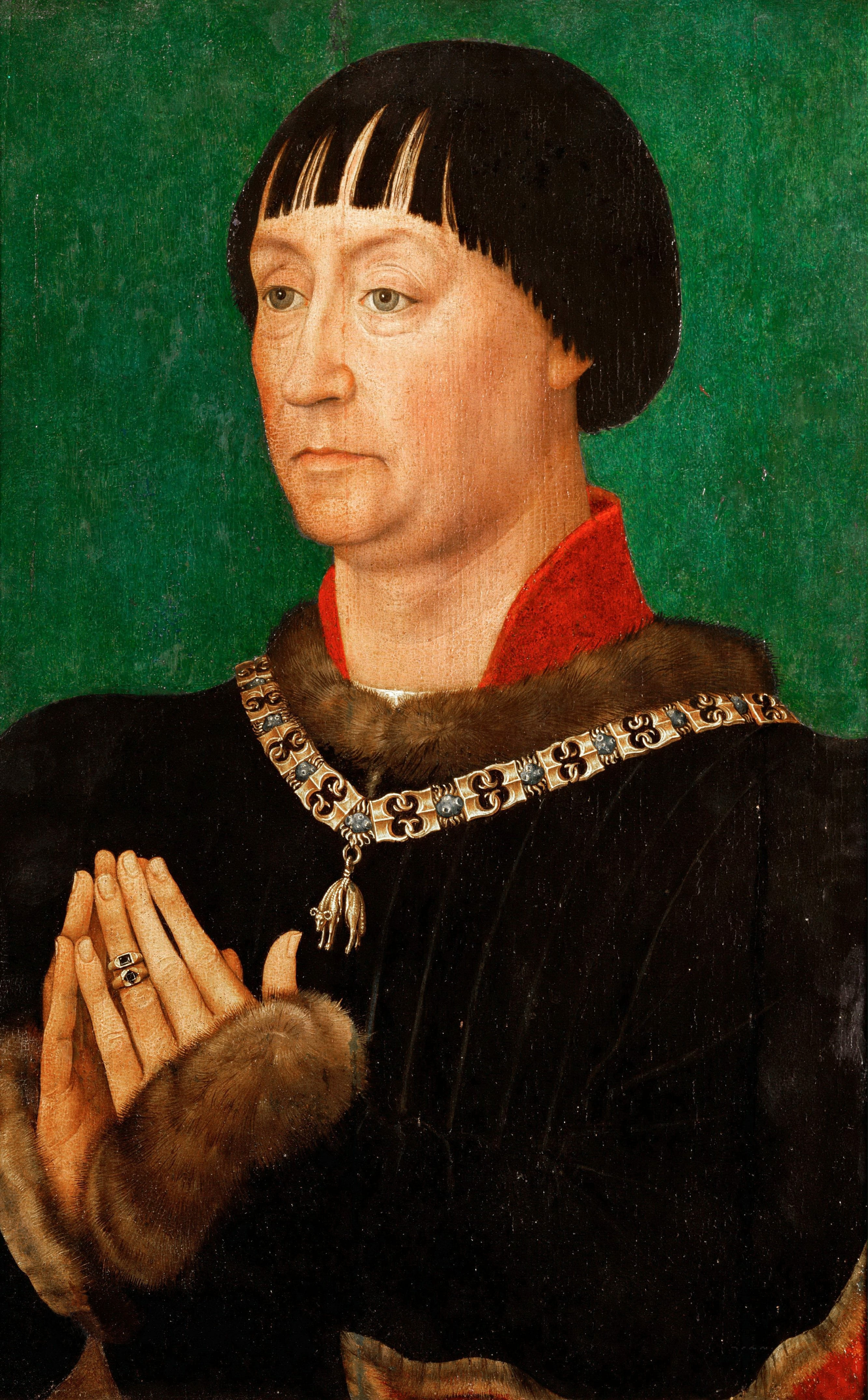
Nach Rogier van der Weyden: Johann I von Kleve (1419–1481), um 1460. Der rote Stehkragen des Wamses sieht aus dem pelzverbrämten Mantel hervor.
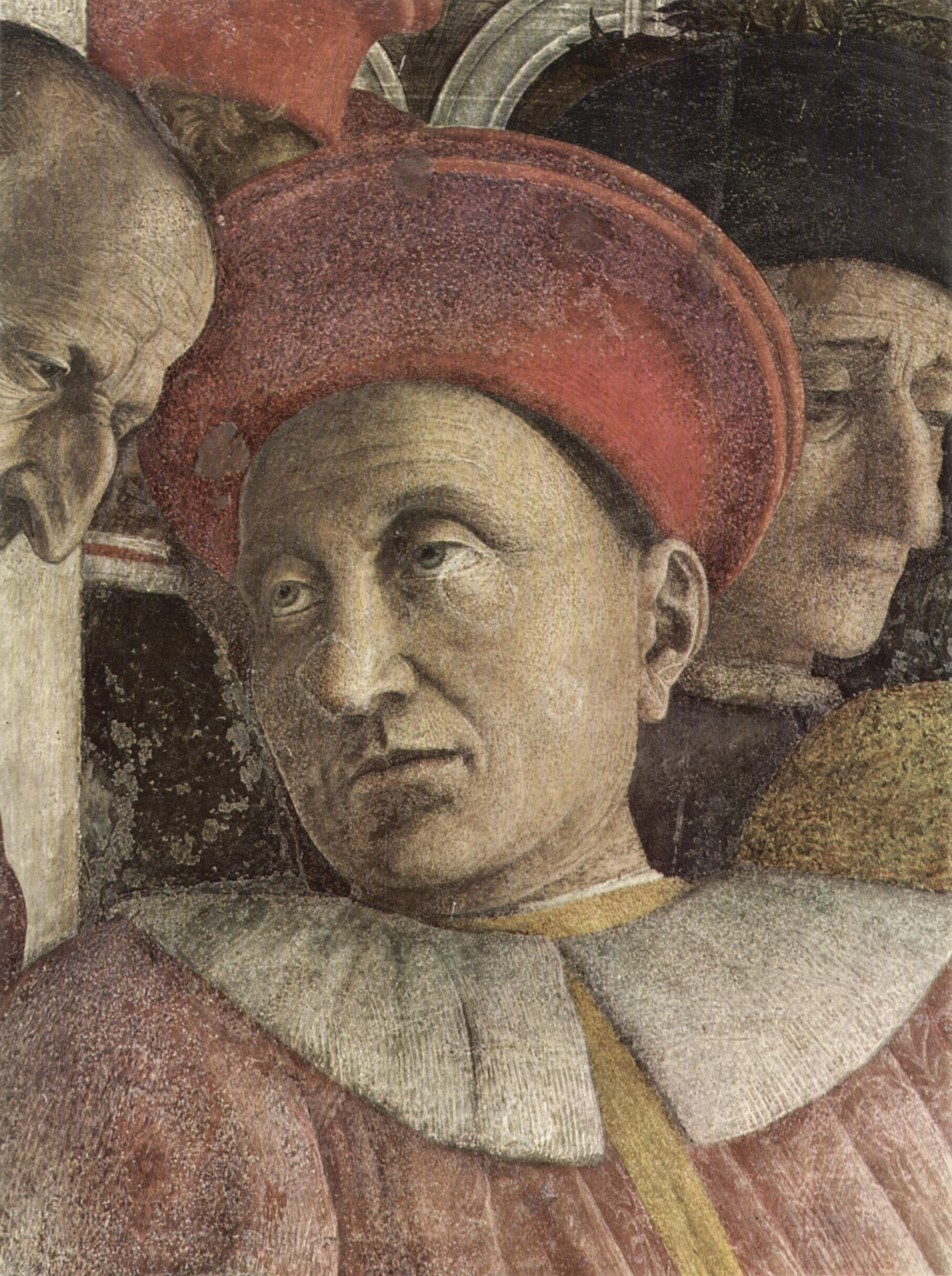
Ein sehr seltenes Beispiel eines echten Kragens im 15. Jahrhundert. (Andrea Mantegna: Ludovico II. Gonzaga, Camera degli sposi, Mantua, 1474)
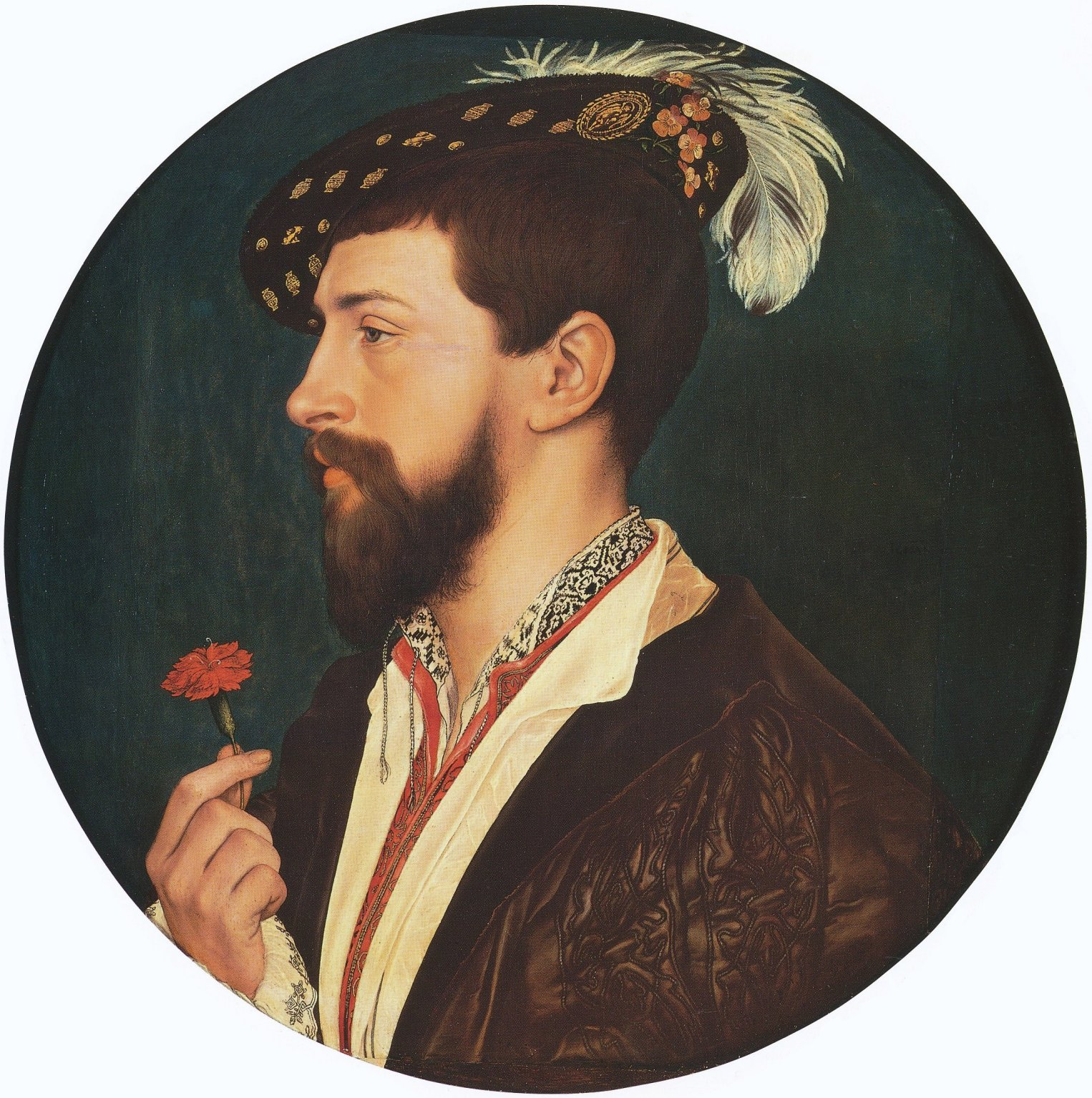
Hans Holbein d. J.: Simon George, ca. 1533
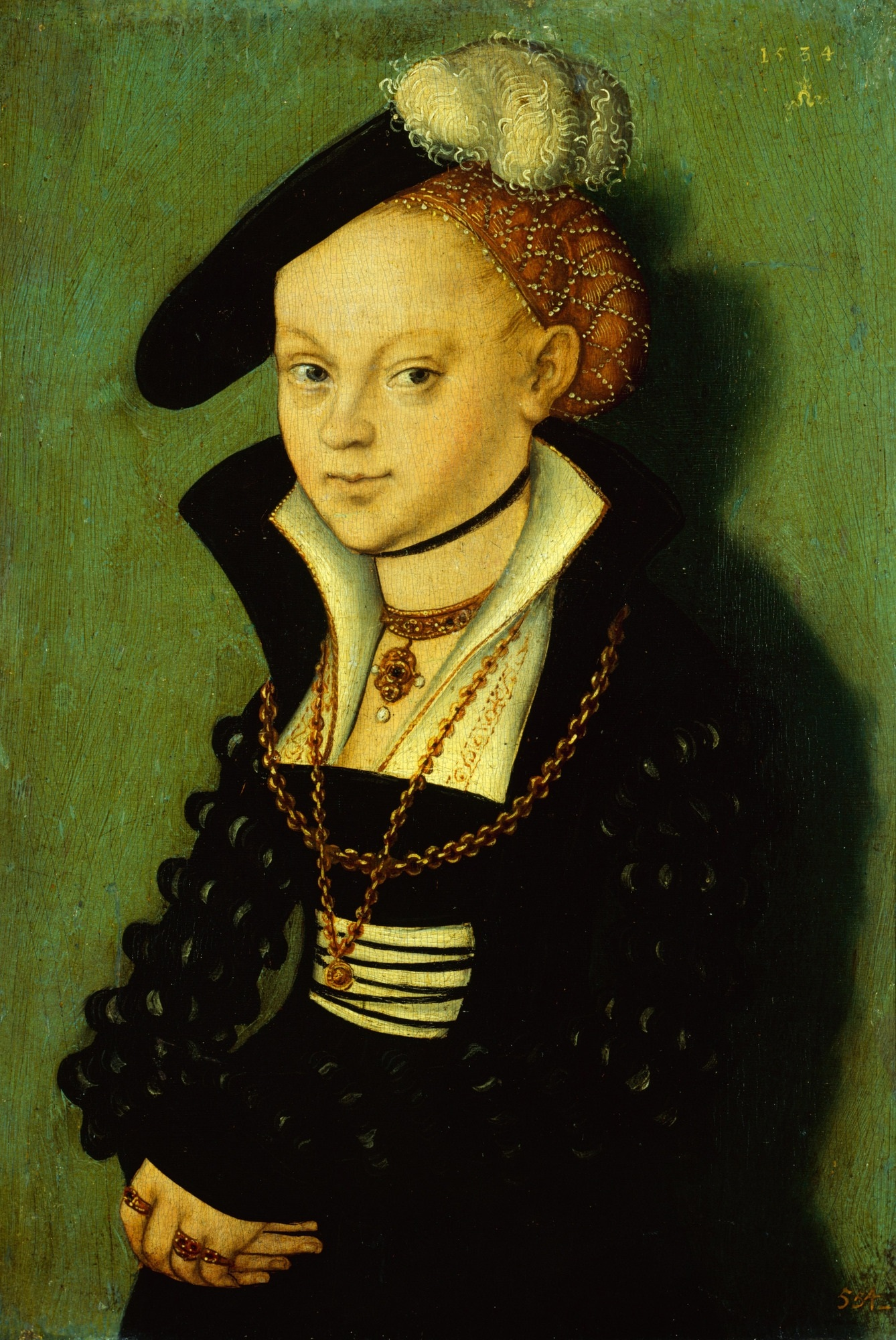
Lucas Cranach d. J.: Christiane von Eulenau, 1534 (Dresden)
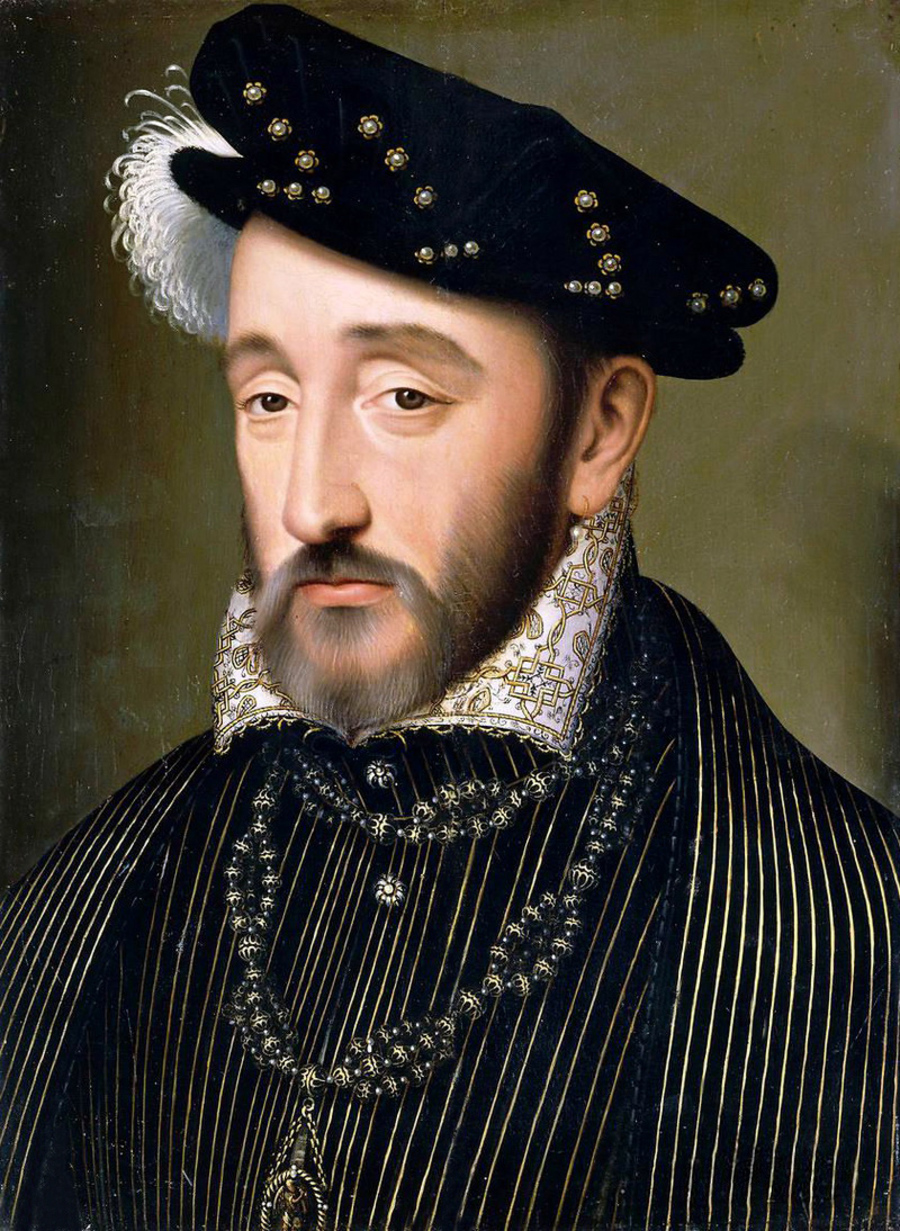
François Clouet: Heinrich II. von Frankreich, 1559
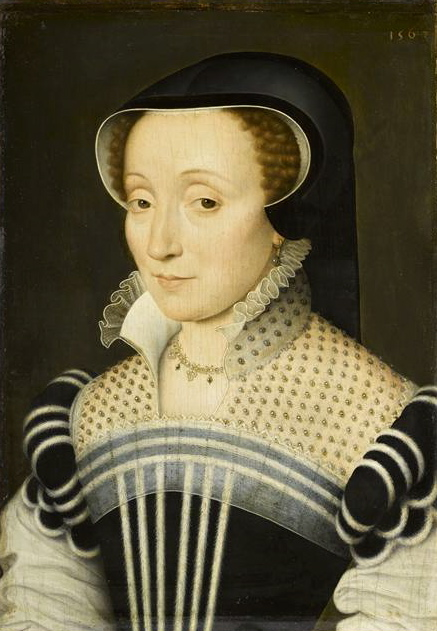
François Clouet: Claude de Beaune de Semblançay, 1563
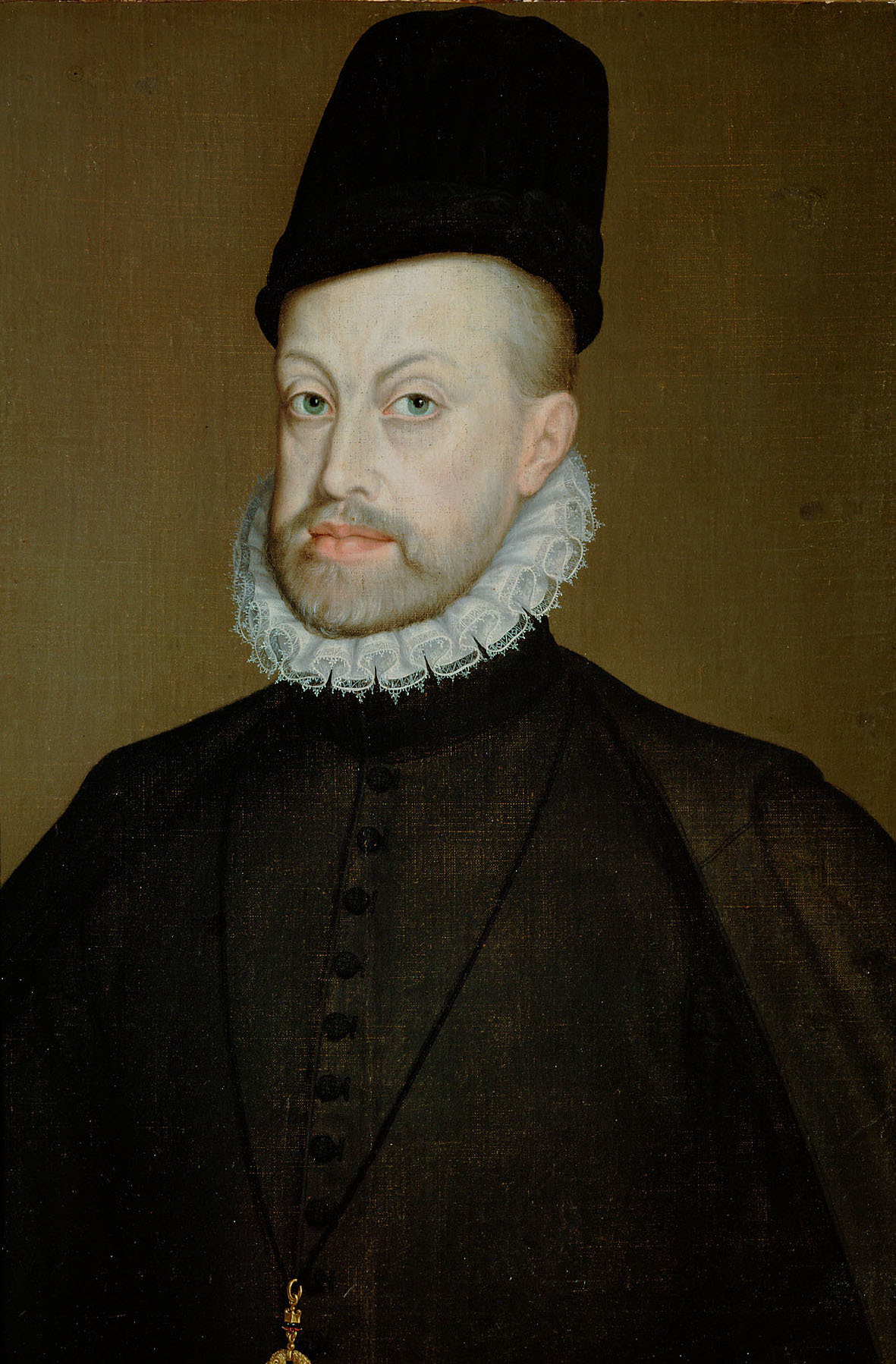
Alonso Sánchez Coello: Philipp II. von Spanien, 1568
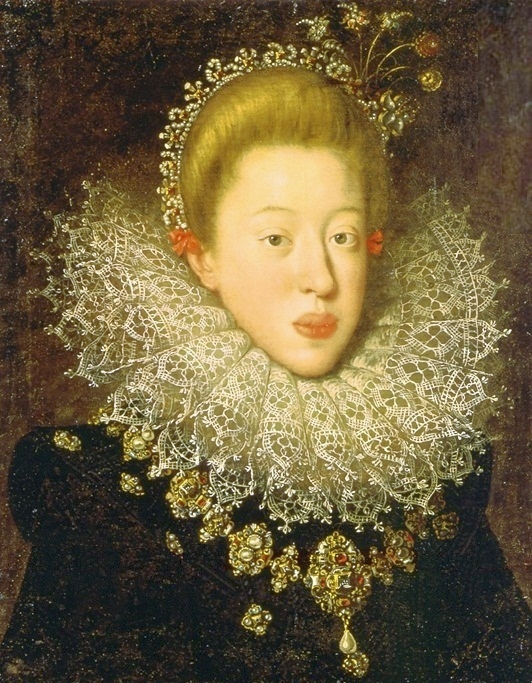
Hans von Aachen: Erzherzogin Maria von Österreich, 1604. Halskrause aus Spitze
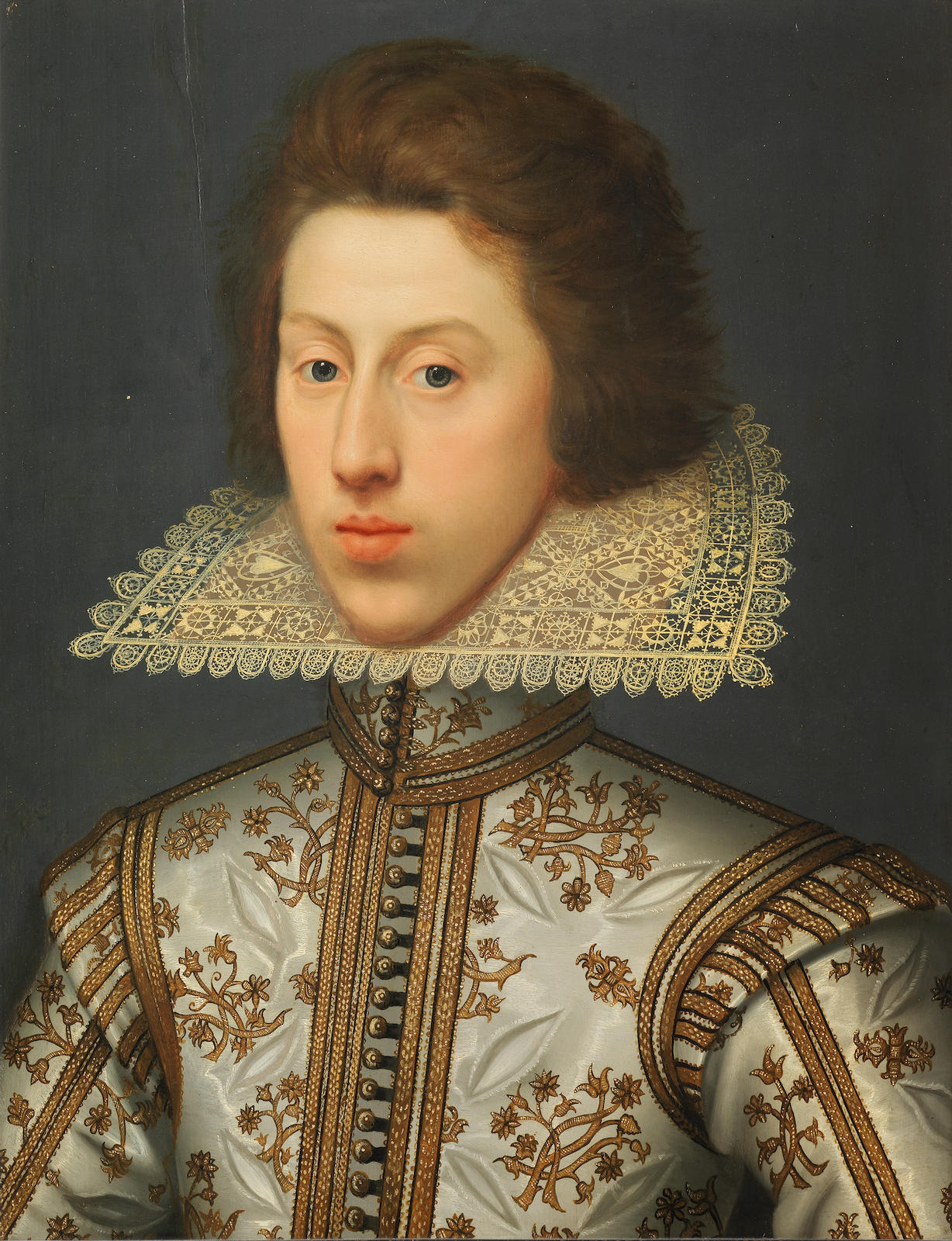
William Larkin: Thomas Pope, später 3. Earl of Downe, 1615.
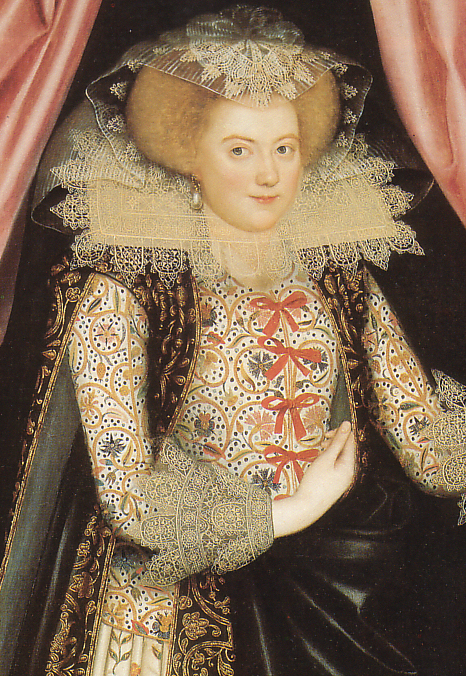
William Larkin: Dorothy Cary, spätere Viscountess Rochford, ca. 1614–1618 (Detail).
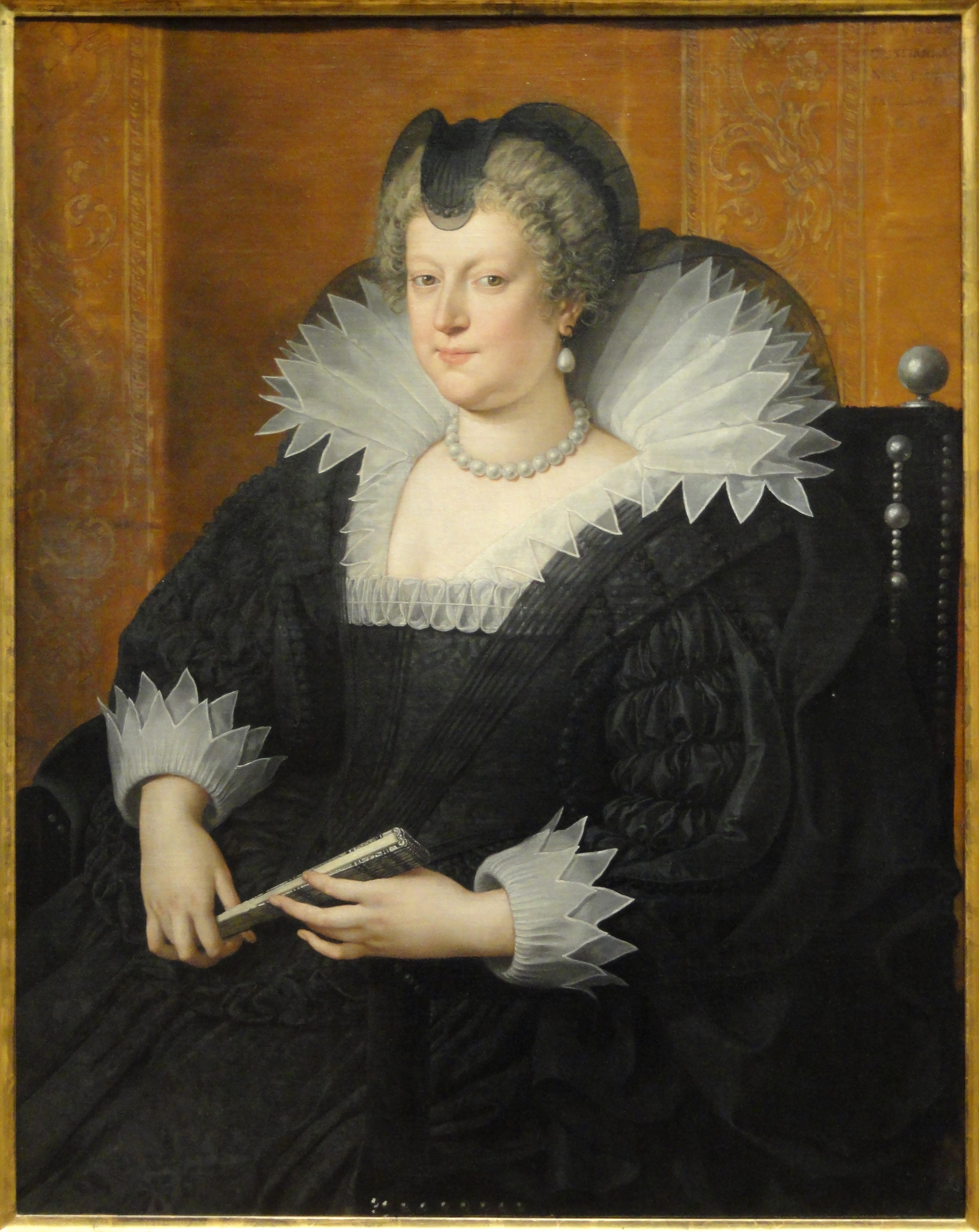
Frans Pourbus: Maria de Medici, 1616. Ein gezackter Medicikragen.
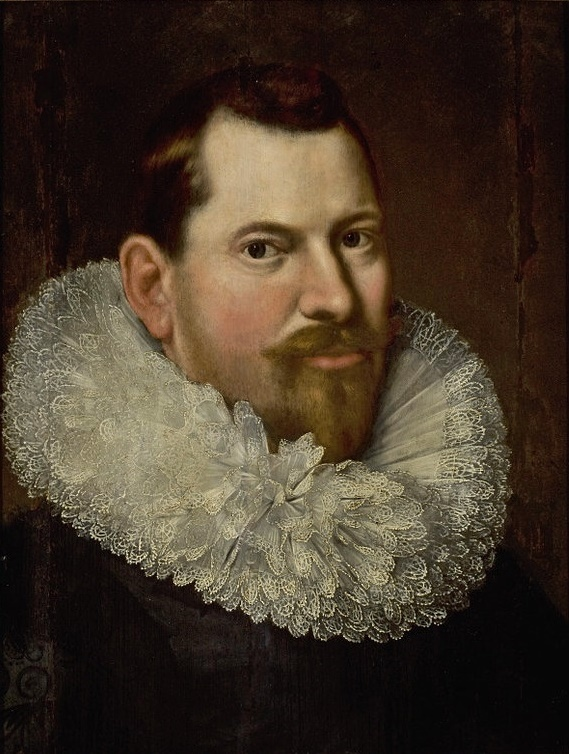
Michiel van Mierevelt: Porträt eines Mannes, 1620er Jahre.
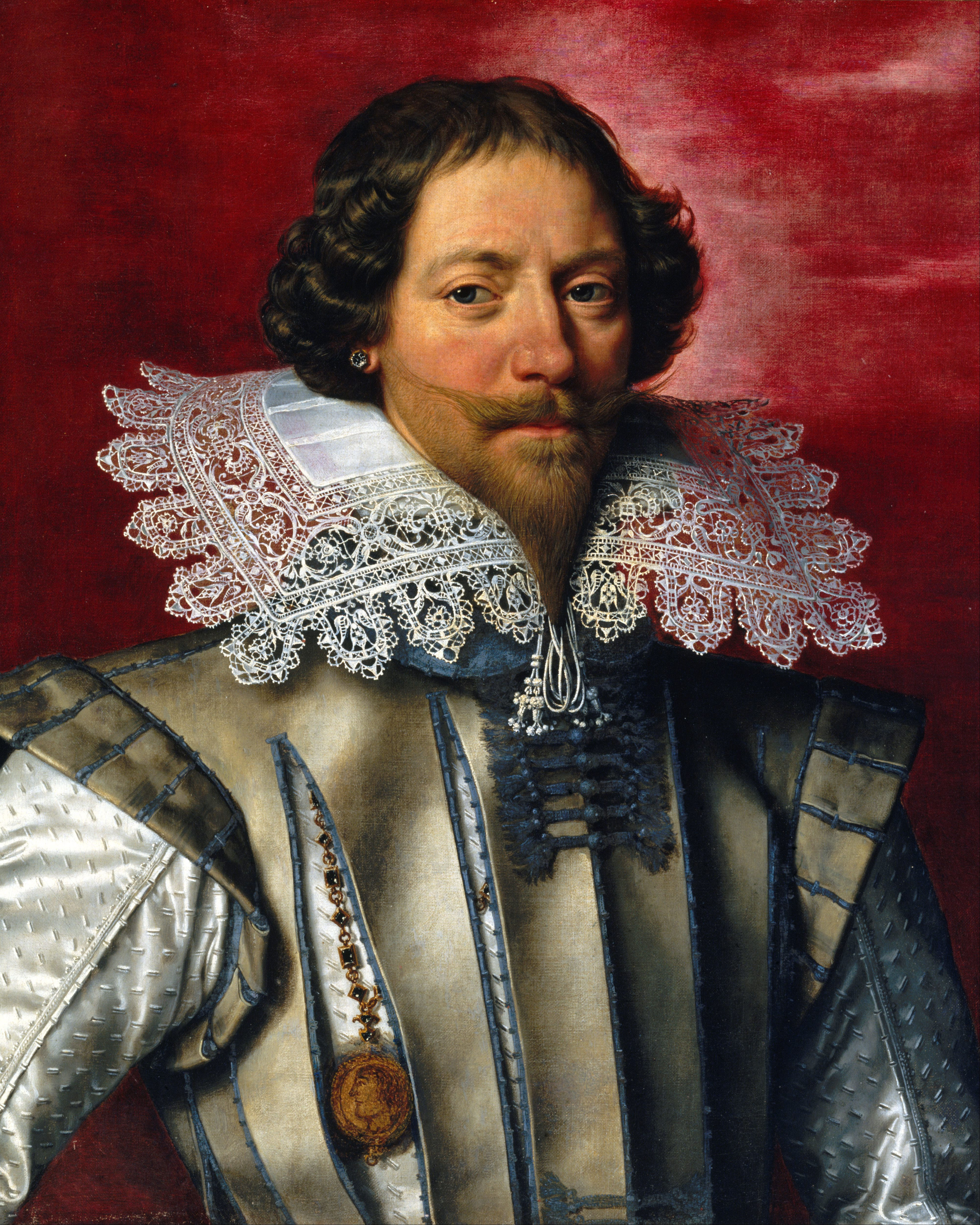
Frans Pourbus d. Ä.: Portrait eines Franzosen, ca. 1610–1622. Ein großer Stehkragen aus Spitze.
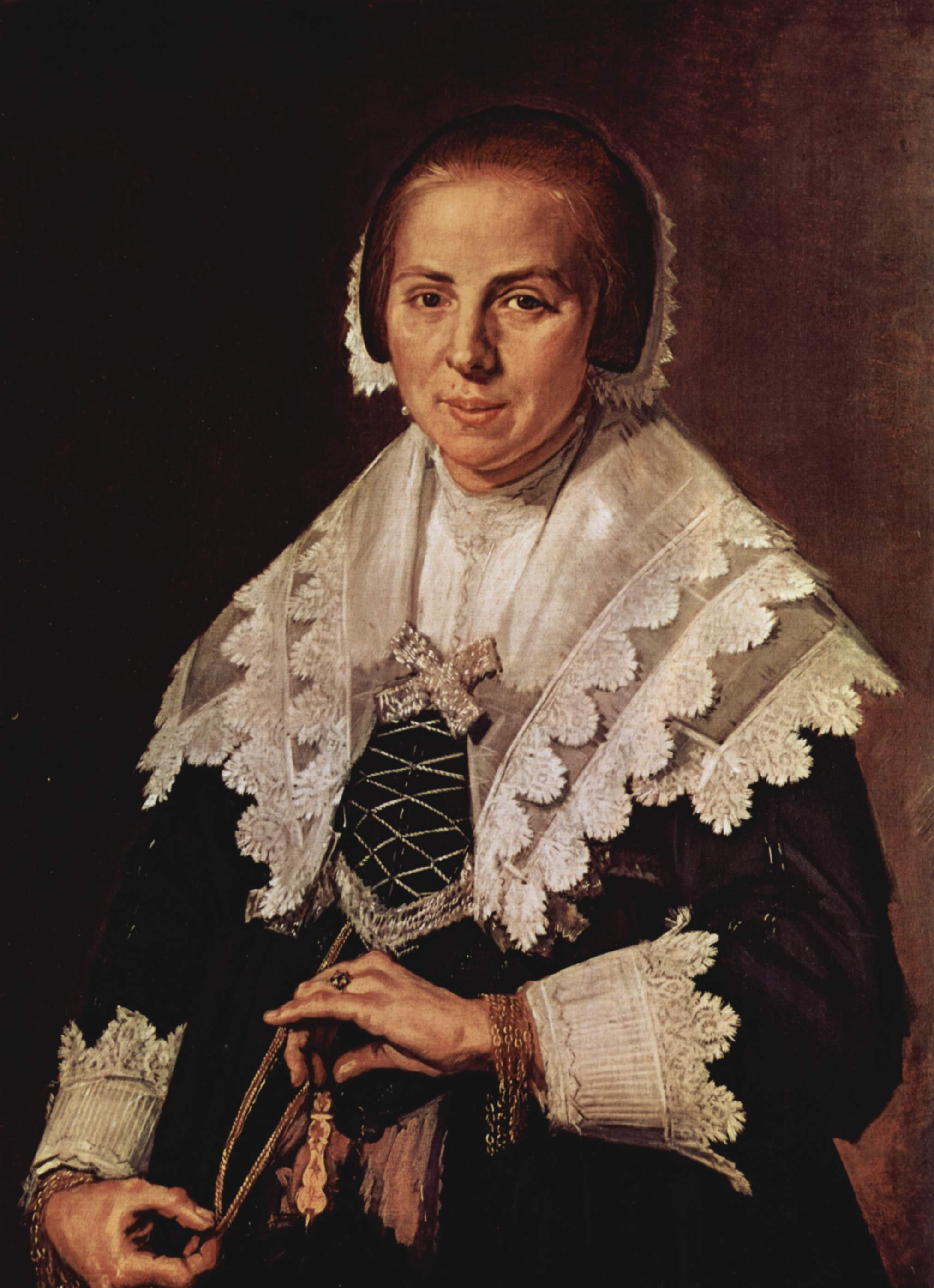
Frans Hals: Frau mit Fächer, ca. 1640
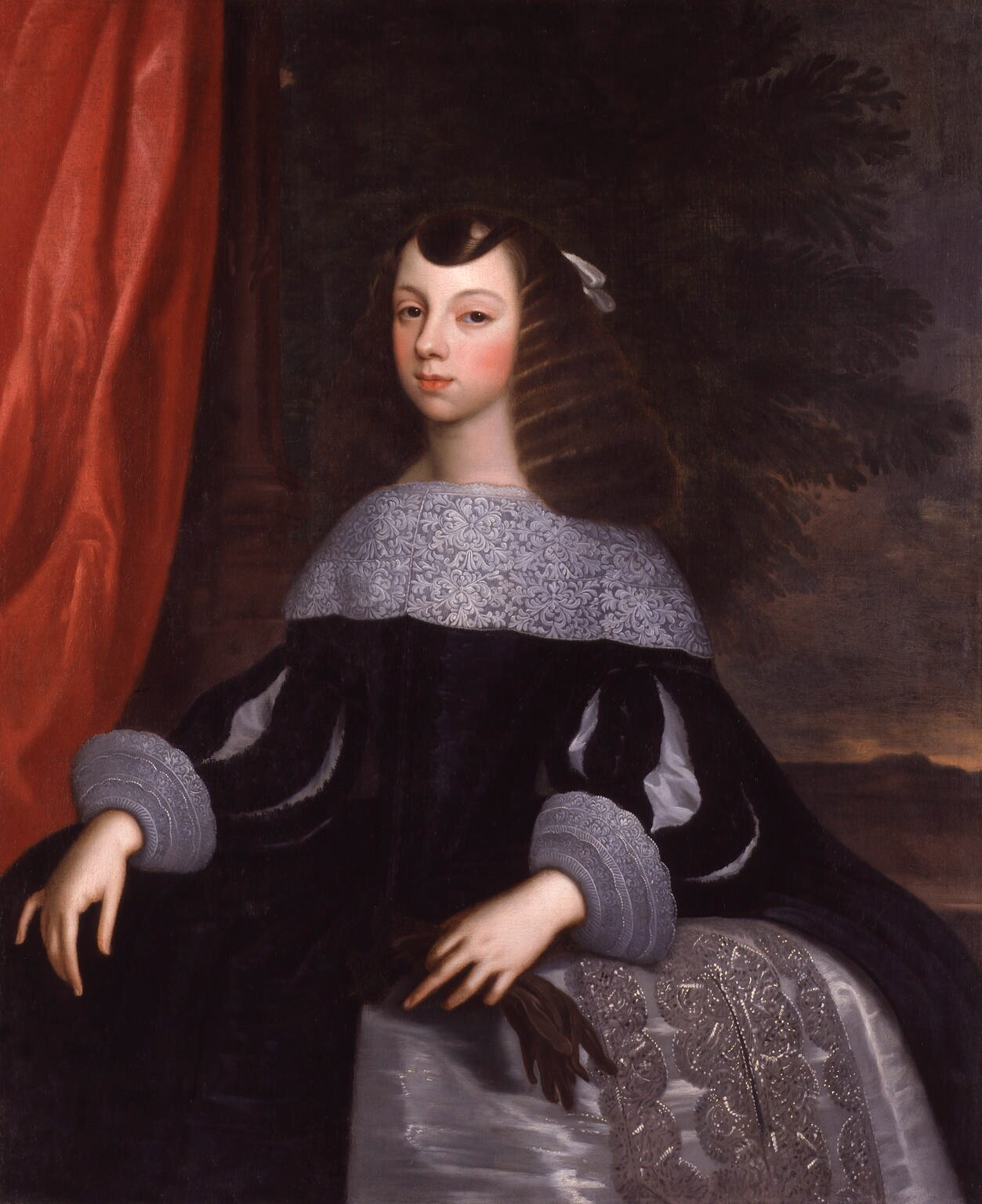
Nach Dirk Stoop: Katharina von Braganza, ca. 1660
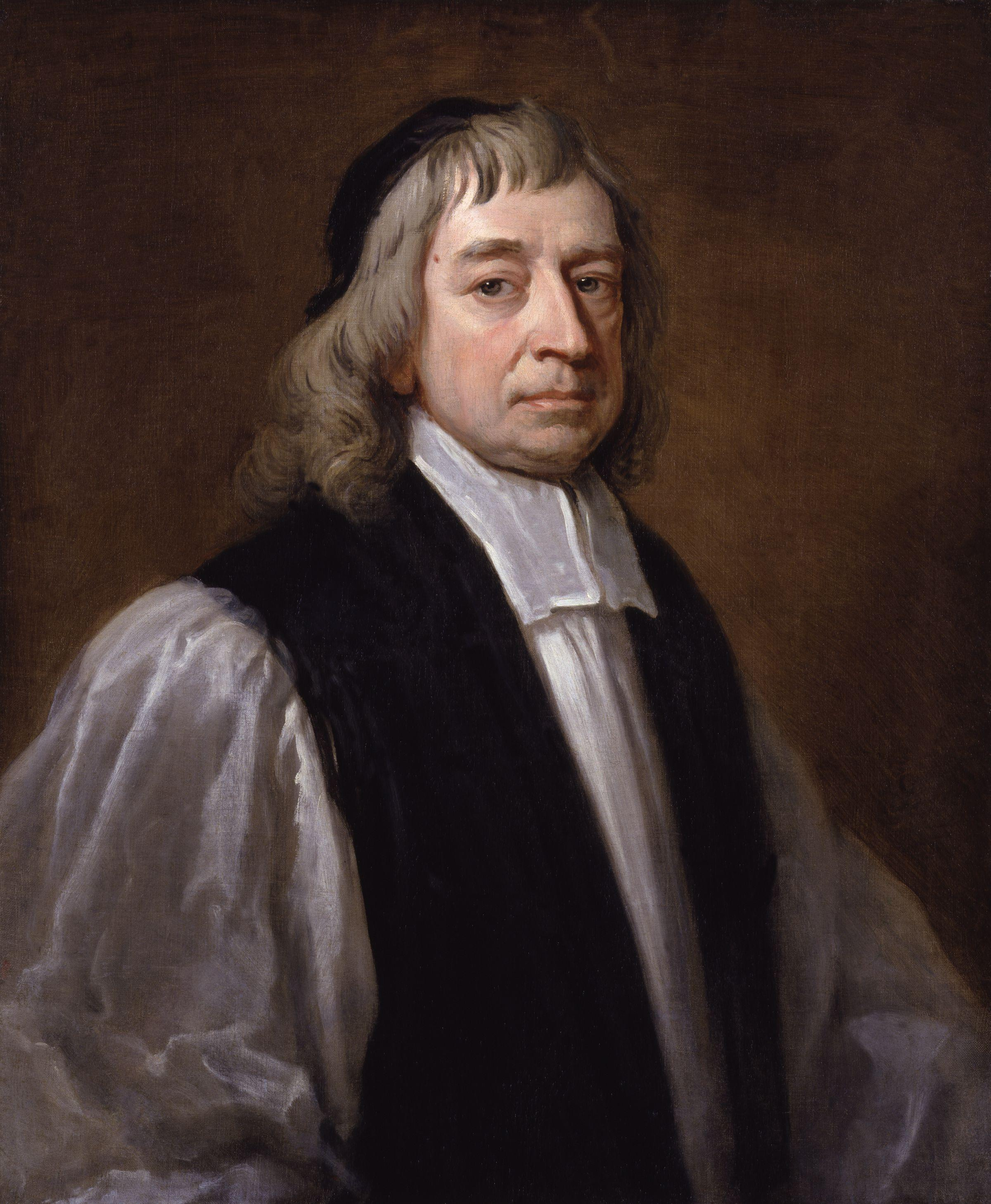
Godfrey Kneller: Henry Compton, 1712. Im Barock entsteht der typische Kragen evangelischer Geistlicher, das Beffchen
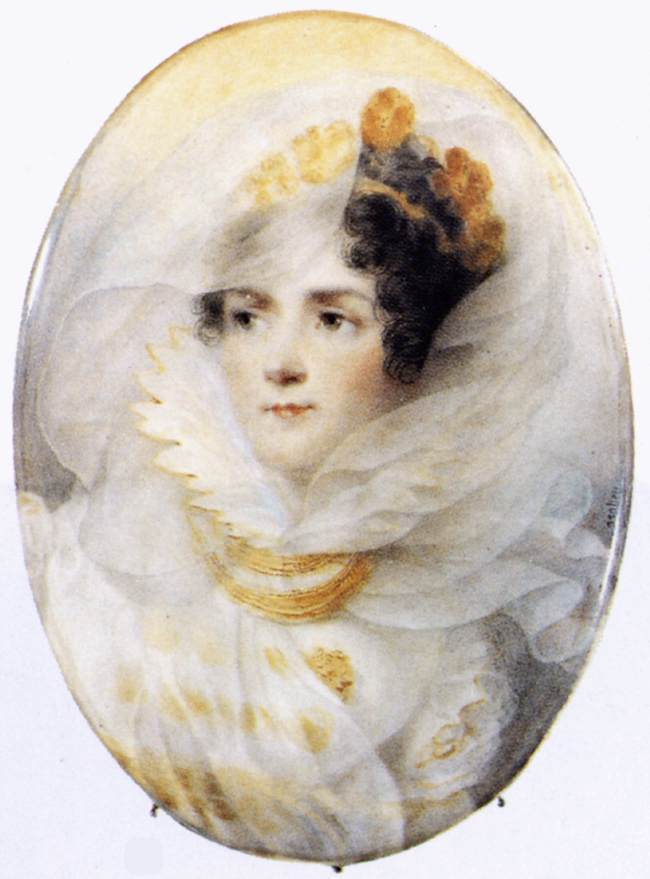
Jean-Baptiste Isabey: Kaiserin Joséphine, ca. 1808
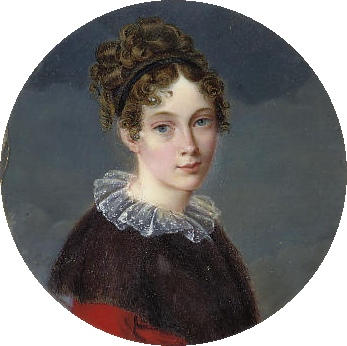
Anonymus (russisch): Contessa Panina, etwa 1815–1820
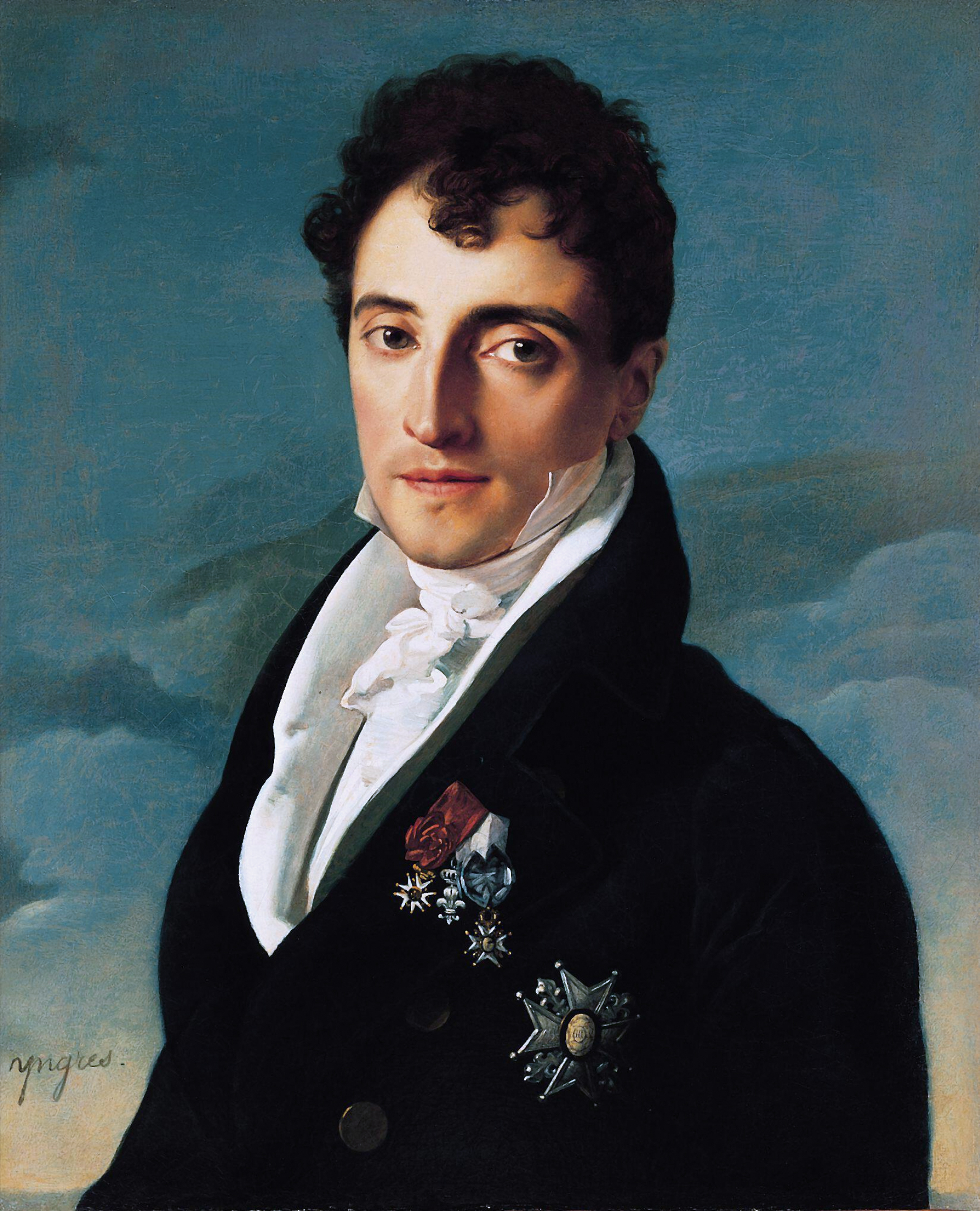
Ingres: Baron Joseph-Pierre Vialetès de Mortarieu, 1. Viertel 19. Jahrhundert. Beispiel für den berühmten Vatermörder-Kragen.
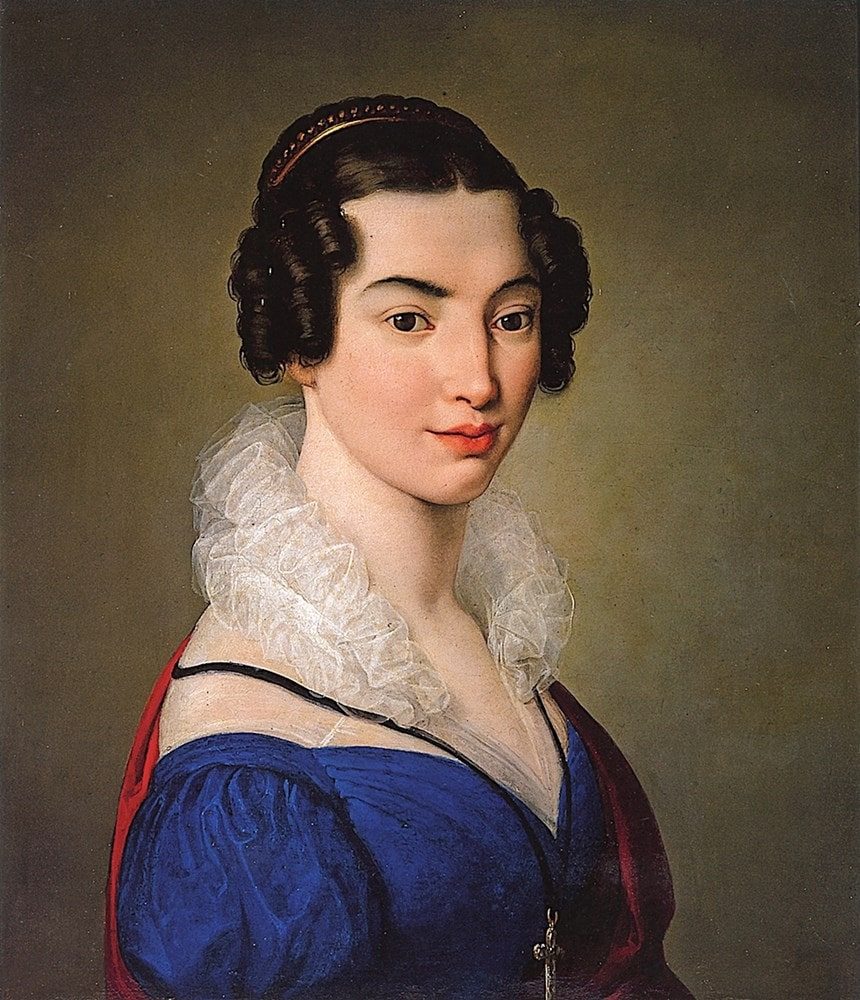
Francesco Hayez: Antonietta Vitali Sola, 1823
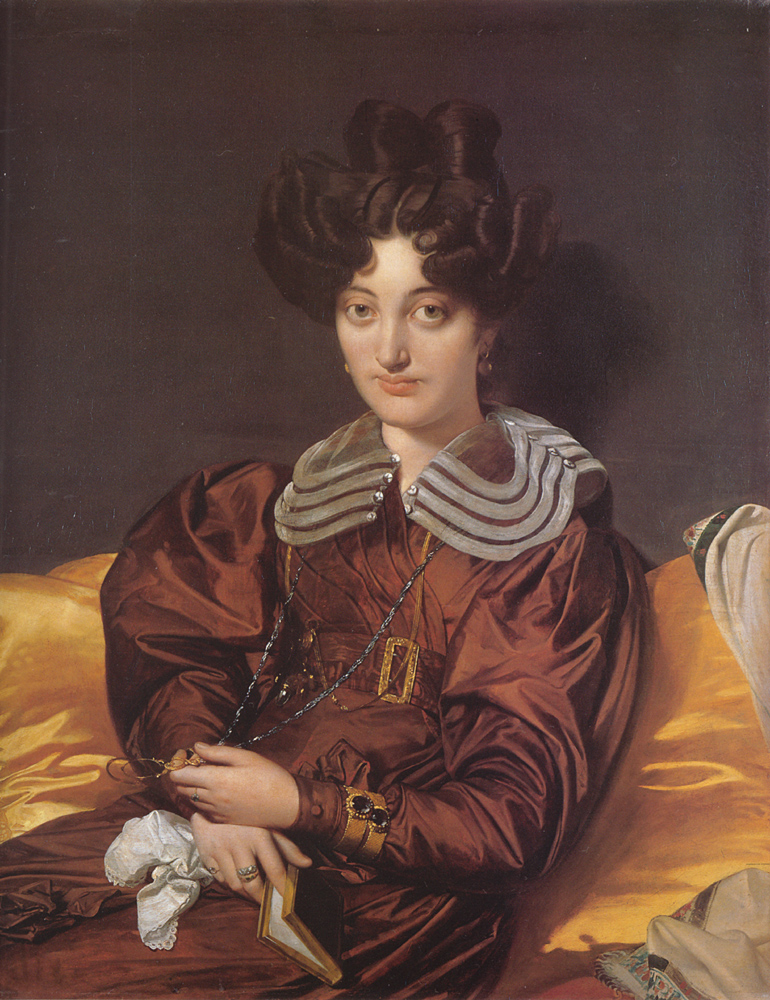
Ingres: Madame Marie Marcotte, 1826
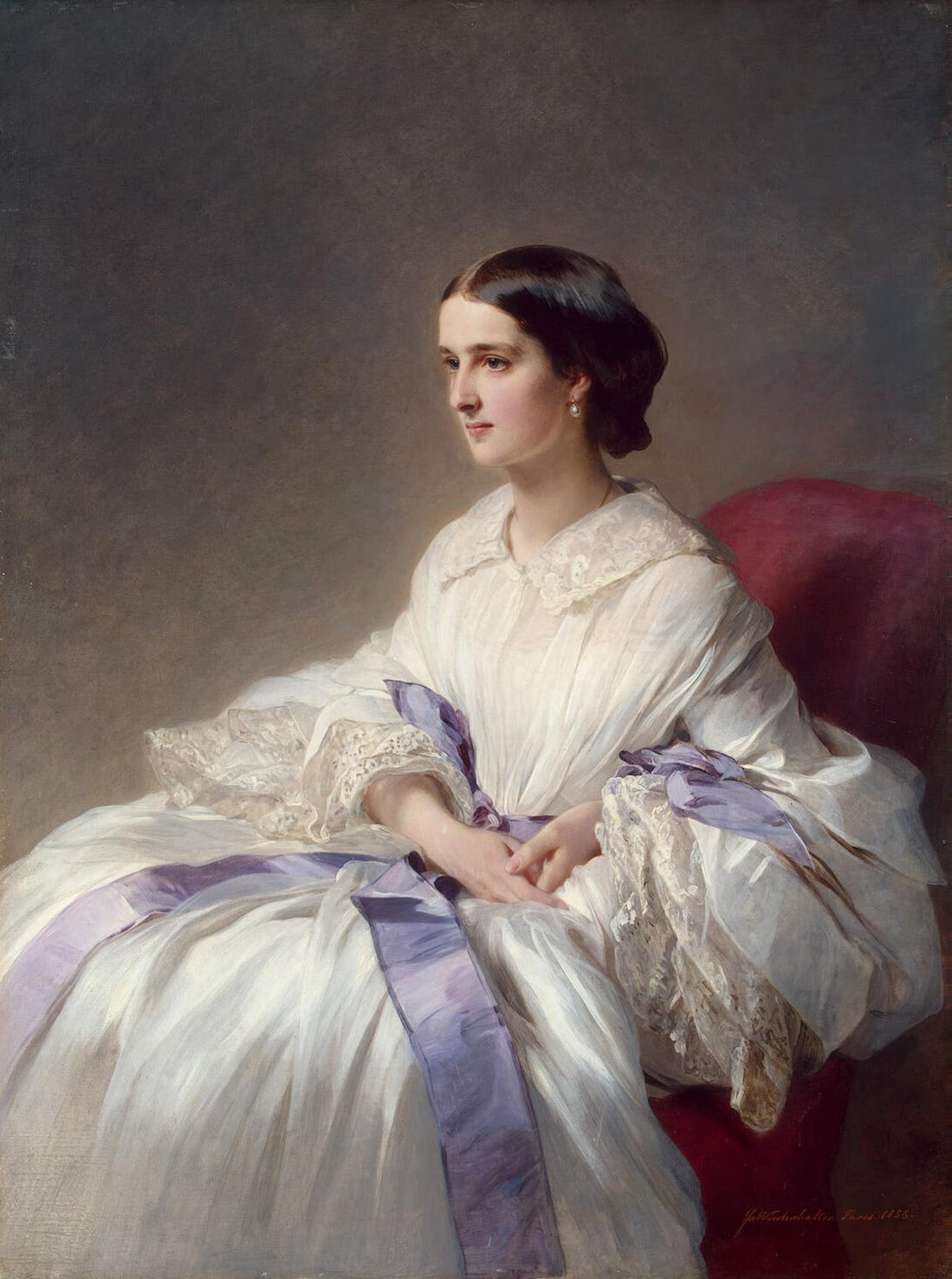
Franz Xaver Winterhalter: Gräfin Olga Shuvalova, 1858
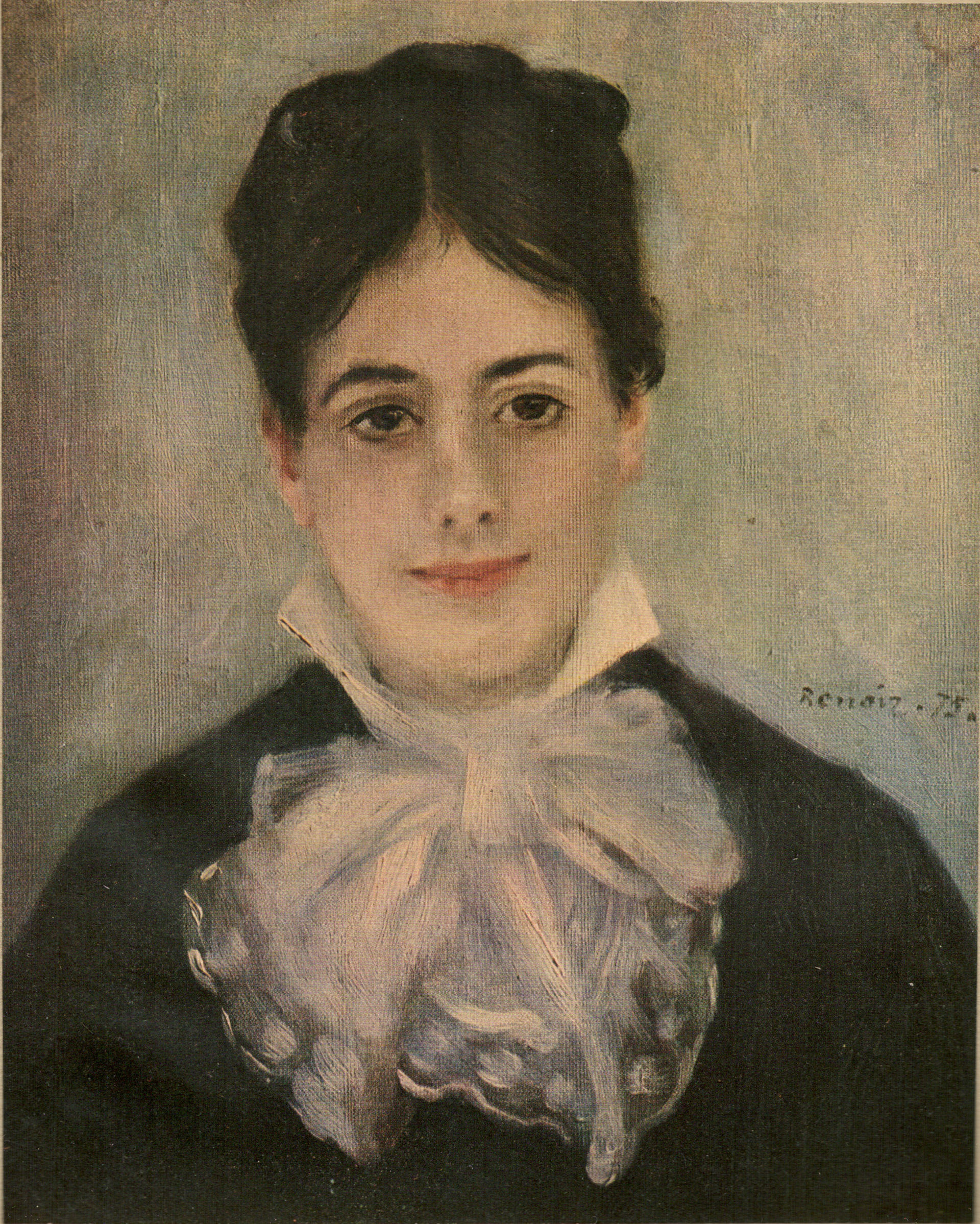
Auguste Renoir: Lächelnde Frau (Madame Fournaise), 1875. Typischer Kragen mit Schleife vom Ende des 19. Jahrhunderts
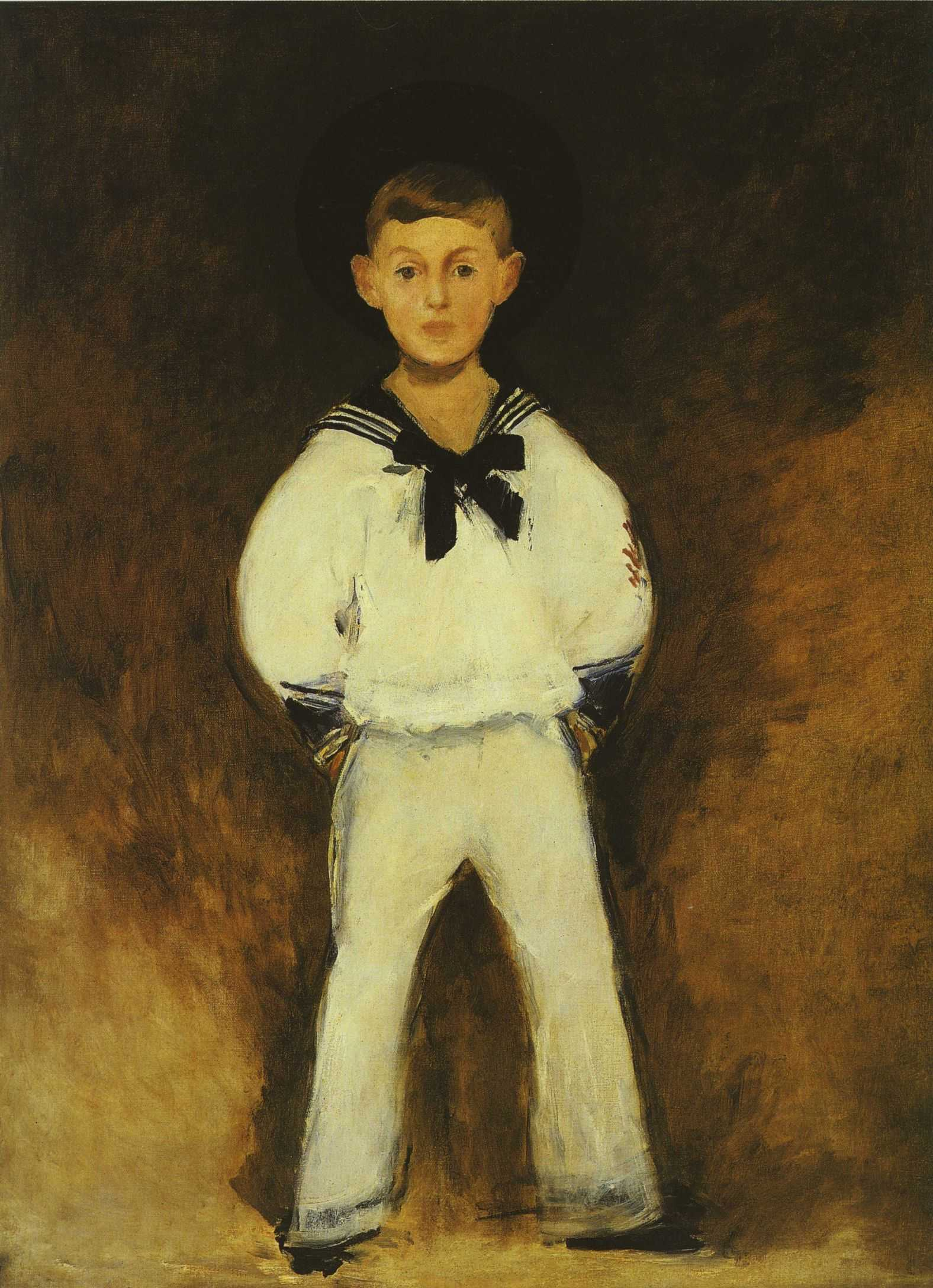
Édouard Manet: Henry Bernstein als Kind, 1881. Matrosenanzug mit Matrosen-Kragen für Kinder.

## Liste von Kragenformen
- Armani-Kragen
- Bubikragen
- Button-down-Kragen
- Etonkragen
- Fallkragen
- Haifischkragen
- Halskrause
- Italienischer Kragen
- Kelchkragen
- Kentkragen
- Kippkragen
- Klappenkragen
- Kollar
- Lido-Kragen
- New-Kent-Kragen
- Piccadilly-Kragen
- Pierrotkragen
- Rollkragen
- Rundkragen
- Schalkragen
- Stehkragen
- Stehumfallkragen
- Stuartkragen
- Tab-Kragen
- Überfallkragen
- Vario-Kragen
- Vatermörder
- Windsorkragen